# BRAND-NEW FREEDOM
BRAND-NEW FREEDOM (ブランニュー・フリーダム)は、山梨県のラジオ局であるFM-FUJIで、2001年4月7日から2008年3月30日まで毎週土・日曜日の午前6時から生放送されていたラジオ番組である。

## 特色
日本で唯一のノン・フォーマット(NON-FORMAT)の番組として、リスナー自身が 番組作りに直接参加できるユニークな番組進行をしており、リスナーをリスナースタッフと呼び、e-mailやFAXなどでリクエストや企画・メッセージを募り、時として逆電DJ登場として実際にリスナーを生番組に登場させることもあった。

## パーソナリティ
木河淳 (DJ bobby)がパーソナリティーを担当。誕生日は7月12日と言っているが、生年月日は公表していない。本人曰く「29歳留年中！」だが一体何年留年しているかは誰も知らない。また「車大好き人間木河」が口癖で、木河淳バージョンの車をリリースしたこともある。

## 放送時間
- 土曜日 6：00～9：25
- 日曜日 6：00～8：55

## コーナー

### 競馬コーナー
毎週日曜日に競馬ライターの加藤正樹（万馬券ドクターK）と電話をつなぎ、メインレースの予想を行っていた。加藤の予想は「斬れば来るの法則」と木河淳が名づけたほどで、加藤の推奨馬は失速し、斬り捨てた馬が勝つことが非常に多く、リスナースタッフの中には、このコーナーのお陰で車や電化製品を購入した者もいた。そのためコーナーの放送時間に合わせて 甲府市川田町アリアにある本社スタジオまでメモを取りに行く者がいるほどであった。形式を持たないノン・フォーマット番組のためコーナーの時間が変更されることがある。2008年2月時点では午前9時頃から開始していたが、それ以前は8時頃や8時30分頃の時もあった。

### F-1 表彰台当てクイズ
F-1 のシーズン中だけ行われる、車好きの木河というにはふさわしいコーナーであったといえる。各グランプリの表彰台に上がる 1着、2着、3着をすべて予想して、e-mailやFAXでエントリーする方式。予想が当たった人の中から抽選で1名にプレゼントが貰えるため、毎回多くのエントリーがあった。また、このプレゼントが実に豪華で、過去には「シューマッハのサイン入りレーシングキャップ」などがあった。このコーナーも形式を持たないノン・フォーマット番組のため時間帯は決まっていなかった。

## 番組の終了とその後
2008年3月30日で番組は7年の歴史に幕を下ろし、FM-FUJI週末朝ワイド枠は4月5日から『FULL UP RADIO "フルラジ"』（DJ：伊達淳彦）に受け継がれた。また、木河は2008年9月より新設された土曜20時～22時のワイド番組枠（東京・代々木のSTUDIO ViViDから生放送）でスタートした『OVERSEAS SOUND INVENTORY』でDJを担当。2009年3月28日で番組終了とともに翌29日には『フルラジ』も終了し、その『フルラジ』の後番組として4月4日より、木河淳がDJを務める『WESTSIDE TOKYO』が放送開始され、現在も放送中。なお『WEST～』は、木河にとり約1年ぶりの週末朝ワイド番組担当となる。